# Lobothelphusa bagoensis
Lobothelphusa bagoensis — вид прісноводних крабів родини Potamidae. Описаний у 2022 році.

## Назва
Вид bagoensis названо на честь регіону Баго, де розташоване типове місцезнаходження виду.

## Поширення
Ендемік М'янми. Мешкає у прісних водоймах у гірській системі Пегу.

## Екологія
Типові зразки були отримані з потоків у горбистій місцевості та були викопані з грязьових нір глибиною приблизно 60–80 см у добре дренованому мулистому ґрунті вздовж прибережної зони. Яйця трьох самиць мали яскраво-жовтий колір і невеликі розміри (діаметр 1,5–2,0 мм), і кожна самиця несла 253–374 яєць.